# Fliegende Liebende
Fliegende Liebende (Originaltitel: Los amantes pasajeros) ist eine spanische Filmkomödie von Pedro Almodóvar aus dem Jahr 2013.

## Handlung
In einem Flugzeug mit Reiseziel Mexiko-Stadt haben sich eine Reihe von Passagieren mit unterschiedlichen Charakteren zusammengefunden: die Puffmutter Norma Boss, der Schauspieler Ricardo Galán, das Medium Bruna, der fragwürdige Geschäftsmann Más. Die Ankündigung einer Notlandung mit ungewissem Ausgang versetzt die Reisenden in Panik. Zur Beruhigung der Situation setzt die männliche Crew Mescalin ein, was zu ungeahnten emotionalen Ausbrüchen in der Business-Class führt, die Passagiere der Economy-Class wurden bereits vorher samt ihren Stewardessen in Tiefschlaf versetzt. Der vermeintliche Abschied von den Angehörigen zu Hause kann zudem nur über ein defektes Telefon erfolgen, dessen Lautsprecher auf die Kabinenbeschallung geschaltet ist, so dass das ganze Flugzeug mithört.
Nach einer Landung ohne das defekte Fahrgestell kommt das Flugzeug auf einem Schaumteppich auf einem noch nicht eröffneten, aber skandalumwitterten Flughafen in Spanien zum Stehen. Crew und Passagiere verlassen das Flugzeug über die Notfallrutschen.

## Hintergrund
Fliegende Liebende wurde von der familieneigenen Filmgesellschaft El Deseo produziert. Die Finanzierung erfolgte ausschließlich durch den Verkauf der internationalen Vertriebsrechte bereits vor Drehbeginn.
Nach Aussage von Pedro Almodóvar war die Idee zu dem Stoff unter anderem seiner eigenen Flugangst geschuldet. Er sei in Flugzeugen „immer sehr nervös“ und „spreche mit niemandem“, ließ er bei der Premierenparty in Madrid verlauten.
Die Komödie kam am 8. März 2013 in die spanischen Kinos.
Der deutsche Kinostart erfolgte am 4. Juli 2013 im Verleih der Tobis Film GmbH.
Im englischsprachigen Raum wird der Film in Anlehnung an den gleichnamigen Song der Pointer Sisters, der auch im Soundtrack des Films enthalten ist, unter dem Titel I’m So Excited vertrieben.

## Kritiken
„Fliegende Liebende ist ein sehr verspielter Film, der fast nur im Inneren des Flugzeugs spielt, kurzzeitig aber auch die Handlung nach draußen verlagert und dank der grandiosen Musik von Alberto Iglesias, der hier Anleihen bei Bernard Herrman nimmt, mitunter auch richtig spannend wird. Denn allem Humor zum Trotz geht es natürlich auch ums (Über)leben – sowohl an Bord des Flugzeugs als auch auf einer Brücke in Madrid.“

„Almodóvar findet mit Fliegende Liebende an seine  tatsächlichen wie filmischen Geburtsstätten zurück. Kastilien, ein Cameo-Auftritt seiner Muse Penélope Cruz, (Homo-)Sexualität, Dekadenz, Prada, Gucci und Bulgari, all das gemahnt an die Vita des Autors so sehr wie an seine frühen Filme […]. Nur steuert Almodóvar diesen emotional aufgeladenen Heimathafen leider etwas zu krampfhaft an. In den flapsigen Dialogen der hysterischen Flugzeugcrew blitzt die Raffinesse des Regisseurs zwar noch manchmal durch, doch setzt Fliegende Liebende seine Flughöhe insgesamt zu hoch an.“

„Bemühte Komödie, mit der Pedro Almodóvar an seine erfolgreichen Filme der 1980er-Jahre anknüpfen will, doch der Film gerät mit derben Späßen und Plattitüden zur peinlichen Selbstparodie.“